# Nártoun západosundský
Nártoun západosundský (Cephalopachus bancanus) je primát z čeledi nártounovití (Tarsiidae) a rodu nártoun (Cephalopachus). Dlouhou dobu byl řazen do rodu Tarsius společně s jinými druhy nártounů, avšak protože se od řady druhů odlišoval, byl pro něj vyčleněn samostatný monotypický rod Cephalopachus. I systematika v rámci druhu není jasná. Obecně jsou uznávány čtyři poddruhy: Cephalopachus bancanus bancanus, Cephalopachus bancanus saltator, Cephalopachus bancanus borneanus, Cephalopachus bancanus natunensis, avšak jejich systematika není plně probádána. Mezinárodní svaz ochrany přírody se kloní k tomu považovat tyto nártouny za samostatné druhy, a to až do vyřešení otázky jejich systematiky.
Nártoun západosundský se vyskytuje na jihu Sumatry, na Borneu a na blízkých ostrovech. Tento druh může žít v primárních i sekundárních lesích a žije také v lesích podél pobřeží nebo na okraji plantáží. Délka těla činí 121–154 mm. Extrémně dlouhý ocas je delší než tělo, měří 181 až 224 mm a není pokryt srstí, až na chomáč chlupů na konci. Vyvinuly se velké oči a membránovité uši, které jsou tenké a téměř nepokryté srstí. Zbarvení se pohybuje od bledě olivové nebo červenohnědé k bledé nebo tmavě šedohnědé, možná se mění s věkem. Celkový zubní vzorec činí 2,1,3,3 pro horní čelist a 1,1,3,3 pro spodní čelist.
Je to noční druh, probouzí se před západem slunce. Stráví až 2 hodiny sháněním potravy. Živí se hlavně hmyzem (brouci, kobylky, švábi, motýli, kudlanky, mravencovití…), ale i menšími obratlovci, jako jsou některé druhy netopýrů, ptáků, ale loví také hady včetně jedovatých (zaznamenána predace na druhu Calliophis intestinalis). Kořist lokalizuje pomocí zvuku, lapí ji předními končetinami a zakousne ji. Během útoku zavírá oči. Druh je monogamní. Mláďata se rodí s otevřenýma očima a plně ochlupená. Domovské území opouštějí po dosažení pohlavní dospělosti.
Rychlá ztráta přirozeného prostředí v důsledku přeměny lesů, vysazování plantáží olejných palem, požáry i těžby dřeva vedou k ohrožení těchto primátů. Kromě toho je tento druh také odchytáván pro nezákonný obchod se zvířaty, anebo neprávem považován za škůdce zemědělských plodin, a proto likvidován. Ohrožuje jej také používání pesticidů. Podle IUCN patří mezi zranitelné taxony, je zařazen na přílohu CITES II a chráněn zákonem v Indonésii a Malajsii.